# Matthias Ring
Matthias Franz Johann Ring (Wallenfels, 22 febbraio 1963) è un vescovo vetero-cattolico tedesco.

## Biografia
Dal 1969 al 1973 ha frequentato la scuola elementare a Wallenfels, dal 1973 al 1977, il Ginnasio Kaspar Zeuß di Kronach e dal 1977 fino alla laurea nel 1982, il ginnasio Kronach II.
Dal 1982 fino alla laurea nel 1988 (anno in cui si convertì al vetero-cattolicesimo) studiò teologia cattolica presso l'Università di Würzburg (compresi due semestri all'Università di Bamberga: inverno 1984/85 e estate 1985). Studiò poi per due semestri teologia vetero-cattolica all'Università di Bonn. Il 25 ottobre 1991 ha sostenuto l'esame complementare in teologia vetero-cattolica.
Il 13 maggio 1989 fu ordinato diacono dal vescovo Sigisbert Kraft e prestò servizio nelle parrocchie di Würzburg e Norimberga. Dopo la sua ordinazione presbiterale avvenuta il 18 novembre 1989, il 1º ottobre 1993 si installò come parroco delle parrocchie di Ratisbona e Passavia (con sede a Ratisbona).
Nel periodo compreso tra il 1º aprile 2000 e il 31 agosto 2005 fu in congedo dal ministero attivo e fu impegnato come ricercatore associato presso il Seminario vetero-cattolico dell'Università di Bonn. È stato anche direttore del Seminario Vescovile della Chiesa vetero-cattolica di Bonn.
Dal semestre invernale dell'anno accademico 1999/2000 è stato immatricolato come dottorando nel Dipartimento di Teologia vetero-cattolica di Berna. L'8 giugno 2006 ha ricevuto il dottorato in teologia con la tesi "Cattolica e tedesca. La Chiesa vetero-cattolica di Germania e il nazionalsocialismo".
Il 1º settembre 2005 prese servizio come parroco a Ratisbona.
Nella diocesi è noto come autore di numerosi articoli nel giornale ufficiale della chiesa Christen heute, come presidente del Consiglio sinodale bavarese e in qualità di presidente della commissione Finanze.

## Elezione a vescovo
Il 7 novembre 2009 è stato eletto vescovo al terzo scrutinio con 73 voti su 118, come successore di Joachim Vobbe, in un sinodo straordinario della diocesi tenutosi a Mannheim. La sua consacrazione a decimo vescovo della Chiesa vetero-cattolica in Germania è avvenuta il 20 marzo 2010 per mano del suo predecessore, coadiuvato dall'arcivescovo di Utrecht Joris Vercammen e dal vescovo di Haarlem Dirk Schoon.

## Genealogia episcopale
La genealogia episcopale è:
...
- Vescovo Joachim Vobbe
- Vescovo Matthias Ring

## Pubblicazioni
- Matthias Ring:Cattolica e tedesca. La Chiesa vetero-cattolica di Germania e il nazionalsocialismo; Bonn, Alt-Katholischer Bistumsverlag, 2008, ISBN 978-3-934610-35-4